# Microgaza norfolkensis
Microgaza norfolkensis is een slakkensoort uit de familie van de Solariellidae. De wetenschappelijke naam van de soort is voor het eerst geldig gepubliceerd in 1999 door Marshall.